# Ákos
Ákos  è un nome proprio di persona ungherese maschile.

## Origine e diffusione

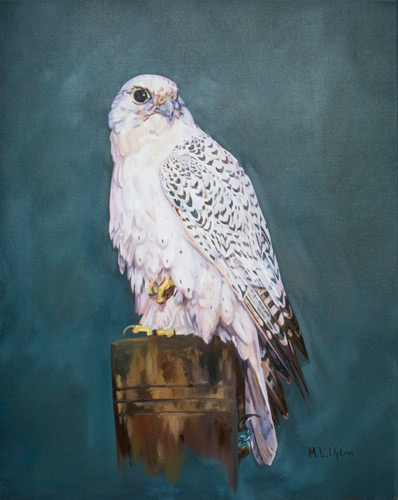
Un girfalco bianco dipinto da Mark Upton

Ha probabilmente antiche origini turche; potrebbe essere composto dai termini ak ("bianco") e kuş ("falco"), quindi "falco bianco", oppure da ak e üs ("base militare"); è stato talvolta confuso con il nome Acacio.
Era uno di quei nomi diffusi in Ungheria in epoca medievale, specialmente fra l'aristocrazia. Portato da un capo cumano nell'XI secolo, il suo uso più diffuso fra la popolazione è attestato particolarmente verso la fine del XIV secolo; dopo alcuni secoli di relativo inutilizzo (sebbene, per la precisione, vadano riportati due membri della famiglia Barcsay con questo nome nel 1600), venne ripreso nel XIX, e da allora è rimasto in uso, sebbene non sia fra i nomi più comuni.

## Onomastico
Non essendo portato da alcun santo, il nome è adespota; l'onomastico può essere festeggiato il 1º novembre, festa di Ognissanti. Un onomastico laico è fissato in Ungheria al giorno 28 febbraio.

## Persone
- Ákos Buzsáky, calciatore ungherese
- Ákos Elek, calciatore ungherese
- Ákos Hanzély, pentatleta ungherese
- Ákos Kállai, pentatleta ungherese
- Ákos Kovács, cantante ungherese
- Ákos Kovrig, calciatore ungherese

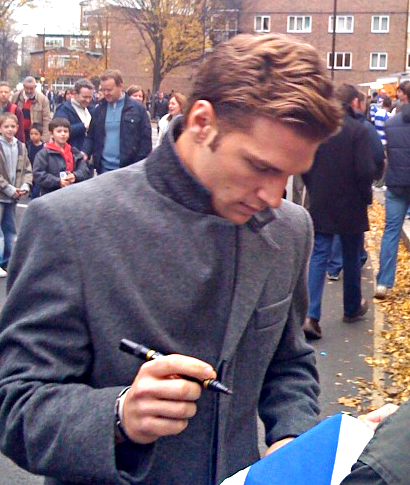
Ákos Buzsáky

- Ákos Ráthonyi, regista e sceneggiatore ungherese
- Ákos Tolnay, sceneggiatore e attore ungherese
- Ákos Vereckei, canoista ungherese